# Epitrimerus goodenowii
Epitrimerus goodenowii är en spindeldjursart som beskrevs av Roivainen 1947. Epitrimerus goodenowii ingår i släktet Epitrimerus, och familjen Eriophyidae. Arten är reproducerande i Sverige.